# Casablanca lufthavn
Casablanca lufthavn eller Mohammed V International Airport (IATA:CMN, ICAO:GMMN) (fransk: Aéroport international Mohammed V), (arabisk: مطار محمد الخامس الدولي translittereres til: Matar Muhammad al-Khamis ad-Dowaly) er den lufthavn i Marokko, som betjener Casablanca. Den drives af ONDA (den  nationale lufthavnsstyrelse) og er opkaldt efter den afdøde sultan og konge Mohammed 5. af Marokko. Den ligger i Nouasseur, som er en forstad 30 km sydøst for Casablanca, og det er Marokkos travleste lufthavn med over 6,2 millioner passagerer i 2008. 
Lufthavnen er base for Marokkos nationale flyselskab Royal Air Maroc samt for selskaberne Jet4you, Air Arabia Maroc og Regional Air Lines. Den er venskabslufthavn med Baltimore/Washington International Thurgood Marshall Airport og Yaser Arafat International Airport.